# Polystichum congestum
Polystichum congestum är en träjonväxtart som beskrevs av M. Kessler och A. R. Sm. Polystichum congestum ingår i släktet Polystichum och familjen Dryopteridaceae. Inga underarter finns listade.